# Redditch
Redditch is een Engels district in het shire-graafschap (non-metropolitan county OF county) Worcestershire en telt 84.300 inwoners (2011). De oppervlakte bedraagt 54 km².
Van de bevolking is 12,2% ouder dan 65 jaar. De werkloosheid bedraagt 3,6% van de beroepsbevolking (cijfers volkstelling 2001).

## Civil parishesin district Redditch
- Feckenham

## Geboren
- Russell Brookes (1945-2019), rallyrijder
- Charles Dance (1946), acteur, regisseur en scenarioschrijver
- John Bonham (1948-1980), drummer (Led Zeppelin)
- Hayley Simmonds (1988), wielrenster
- Joe Lolley (1992), voetballer
- Harry Styles (1994), zanger One Direction
- Matthew Smith (1999), voetballer